# 埃斯孔迪達 (新墨西哥州)
埃斯孔迪達（英語：Escondida）是位於美國新墨西哥州索科羅縣的普查規定居民點。

## 人口
根據2020年美國人口普查的數據，埃斯孔迪達的面積為0.35平方千米，皆為陸地。當地共有人口45人，而人口密度為每平方千米128.57人。